# ГЕС Яте
ГЕС Яте (Yate) – гідроелектростанція у Меланезії на острові Нова Каледонія (заморське володіння Франції), що використовує ресурс річки Яте (впадає до океану на східноум узбережжі острова).
В останній чверті XIX століття Нова Каледонія перетворилась на гірничодобувний центр світового значення. Перехід від вивозу руди до експорту продукції наступних переділів обіцяв значну економію на транспортних витратах, що призвело до виникнення кількох плавильних заводів, які працювали в Тіо, Тао та Доніамбо. Ще один проект був пов’язаний з ГЕС Яте, що могла б забезпечувати як електропечі заводу, так і постачати столицю колонії місто Нумеа. Вперше його анонсували в 1899-му, а за кілька років гіlроресурсами Яте зацікавилась компанія Société le Nickel (SLN), яка, втім, невдовзі поступилась Société le Chrome. Підготована на замовлення останньої в 1908 році перша технічна пропозиція включала спорудження греблі висотою 52 метра, яка б мала утримувати водосховище з об’ємом 310 млн м3.
Будівельні роботи почались в 1910-му та йшли з сильним відставанням від графіку, зокрема, через події Першої світової війни. З 1920-го новим замовником стала вже згадана вище SLN, яка придбала Société le Chrome. Ще в 1912-му внесли першу серйозну зміну в проект, яка передбачала заміну дериваційного каналу на тунель, у підсумку ж в 1927-му змогли ввести в дію контрфорсну греблю висотою лише 12 метрів та довжиною 80 метрів. Одночасно запустили електростанцію потужністю 16 МВт, що живила плавильний завод Яте.
Вже у 1931-му SLN прийняла рішення про закриття плавильного виробництва, після чого у 1932 та з 1934 по 1947 роки ГЕС Яте не працювала.
В 1950-му стару ГЕС остаточно вивели з експлуатації, оскільки було прийняте рішення про будівництво значно потужнішої станції, вся продукція якої мала спрямовуватись до Нумеа, де планувався запуск електропечей на нікелеплавильному заводі в Доніамбо. В межах проекту долину Яте перекрили комбінованою греблею загальною довжиною 341 метр, яка включає:
- бетонну аркову ділянку висотою 60 метрів, довжиною 200 метрів та максимальною товщиною 9 метрів, нижні водоспуски якої можеть пропускати 1000 м3/с;
- розташовану ліворуч від неї бетонну водоскидну секцію довжиною 61 метр, що розрахована на перепуск під час повені 5280 м3/с; 
- розташовану ліворуч від попередньої та під прямим кутом до неї бетонну контрфорсну секцію довжиною 100 метрів;
- розташовану ліворуч від попередньої кам’яно-накидну ділянку завдовжки 280 метрів.
Реалізація проекту потребувала 150 тисяч м3 бетону.
Гребля утворила водосховище з площею поверхні 40 км2 та об’ємом 315 млн м3, при цому водозбірний басейн вище від споруди складає 435 км2.
Від водосховища ресурс подається через прокладений у правобережному гірському масиві тунель довжиною 2,6 км з перетином 14 м2, який переходить у два напірні водоводи довжиною по 490 метрів, кожен з яких має діаметр 3,1 метра та пропускну здатність у 25,5 м3/с. Машинний зал обладнали чотирма турбінами типу Френсіс потужністю по 17 МВт, що використовують напір у 157 метрів та були введені в експлуатацію у 1958 – 1959 роках.
Видача продукції відбувається по ЛЕП, яка працює під напругою 150 кВ.